# Yamagata
Yamagata (山形市, Yamagata-shi) és la capital de la prefectura de Yamagata, a la regió de Tōhoku, al Japó. Situat a la vall del riu Mogami, és un centre comercial i industrial, té indústria tèxtil de la seda i fabricació de filferro, i també una universitat.